# Pressana
Pressana ist eine nordostitalienische Gemeinde (comune) mit 2472 Einwohnern (Stand 31. Dezember 2023) in der Provinz Verona in Venetien. Die Gemeinde liegt etwa 36,5 Kilometer südöstlich von Verona am Guà und grenzt unmittelbar an die Provinz Padua.

## Persönlichkeiten
- Luciano Dalla Bona (* 1943), Radrennfahrer (Vierer-Mannschaftsfahren), Silbermedaillengewinner bei den Olympischen Spielen 1964 (Tokyo).